# Stellvertreterkrieg
Dem Duden zufolge ist ein Stellvertreterkrieg „eine bewaffnete Auseinandersetzung zwischen kleineren Staaten, die zur Einflusssphäre jeweils verschiedener Großmächte gehören und gleichsam stellvertretend für diese die Auseinandersetzung führen.“ Die Politikwissenschaftlerin Nicole Deitelhoff stimmt dieser „gängigen“ Definition im Prinzip zu, allerdings gäbe es keine „allgemein akzeptierte Definition des Begriffes“, und auch für Norman Naimark, Professor an der Universität von Stanford, Kalifornien, USA, existiert keine „hieb- und stichfeste Definition für Stellvertreterkrieg“ (ironclad definition of a proxy war).

## Begriff
Der Begriff „Stellvertreterkrieg“ (englisch „proxy war“) hat durch den Kalten Krieg den Einzug in die Sprache gefunden. Er wurde während des Vietnamkrieges erstmals verwendet und in der Literatur und der Politik aufgegriffen. Ursprünglich bezog er sich nur auf die vermehrt nach dem Zweiten Weltkrieg aufkommenden Kriege, in denen die USA und Verbündete auf der einen Seite, sowie die Sowjetunion und Verbündete (der so genannte Ostblock) auf der anderen Seite, ihre geopolitischen und ideologischen Interessenkonflikte in Drittstaaten militärisch austrugen.
Nach dem Zerfall der Sowjetunion wurde der Begriff weiter gefasst und auch auf Kriege anderer Großmächte vor und nach dem „Kalten Krieg“ ausgedehnt.
Nach dem Ende des „Kalten Krieges“ ist der Begriff „Stellvertreterkrieg“ auch als Metapher in den alltäglichen Sprachgebrauch eingezogen.
Für die Osteuropa-Historikerin Anna Veronika Wendland ist in einem Artikel „Zur Gegenwart der Geschichte im russisch-ukrainischen Krieg“ das Wort „Stellvertreterkrieg“ eine der Begrifflichkeiten, die ähnlich wie „Angriffskrieg“, „Spezialoperation“ oder „eskalierter Bürgerkrieg“ immer auch die Positionen der Sprechenden widerspiegeln. Ihrer Ansicht nach können solche Begriffe zwar Zusammenhänge einordnen helfen, können sie „aber auch verschleiern, verzerren und mythisieren“.

## Charakteristik
Der Stellvertreterkrieg zeichnet sich dadurch aus, dass ein in Drittstaaten meist bereits bestehender Konflikt, Bürgerkrieg oder Krieg für jeweils eigene Zwecke der involvierten Großmächte instrumentalisiert und, sofern dieses noch nicht der Fall ist, zu einem militärischen Konflikt ausgeweitet wird. Primäres Ziel der Großmächte im Stellvertreterkrieg ist der Erhalt bzw. die Erweiterung der jeweiligen Interessensphäre auf Kosten der anderen Großmächte.
Die Kriegsparteien im Drittstaat erhalten dabei direkte oder indirekte Unterstützung mit dem Ziel, der jeweils geförderten Kriegspartei zum Sieg zu verhelfen. Die Unterstützung kann sowohl militärischer (Militärhilfe) als auch logistischer, finanzieller oder anderweitiger Natur sein. Durch einen Sieg der jeweiligen Kriegspartei wird die Interessensphäre der unterstützenden Großmacht ausgeweitet und gefestigt.
Die Maßnahmen der beteiligten Großmächte für ihre jeweiligen Stellvertreter werden in zwei verschiedene Arten unterteilt:
Indirekte MaßnahmenDie Stellvertreter werden finanziell, militärisch (z. B. durch Militärberater) oder anderweitig unterstützt.
Direkte MaßnahmenEs erfolgt ein offizieller militärischer Eingriff durch Soldaten mindestens einer beteiligten Großmacht.
Die Hauptursache für einen Stellvertreterkrieg ist im Allgemeinen der Umstand, dass die beteiligten Großmächte eine direkte militärische Konfrontation nicht wollen. Die Gründe hierfür können vielschichtig sein. Zum einen sollen mögliche Eskalationsstufen zwischen den eigentlichen Kriegsparteien vermieden werden. So hätte beispielsweise ein Krieg zwischen den USA und der UdSSR fast zwangsläufig zu einem atomaren Krieg geführt. Die Stellvertreterkriege ermöglichten dagegen auch im Kalten Krieg die kontrollierte konventionelle Kriegsführung. Andererseits sind die Bevölkerungen der beteiligten Großmächte nicht die primär Leidtragenden des Konfliktes, sondern hauptsächlich die Bevölkerungen der Drittstaaten, so dass sich die Beteiligung an einem Stellvertreterkrieg gegenüber der eigenen Bevölkerung leichter verantworten oder geheim halten lässt.

## Beispiele

### Spanischer Bürgerkrieg (1936–1939)
Im spanischen Bürgerkrieg unterstützten das nationalsozialistische Deutschland und das faschistische Italien die Putschisten unter Francisco Franco. Auf der anderen Seite belieferte die kommunistische Sowjetunion die Spanische Republik mit Waffen und unterstützte die Regierung durch das Entsenden von Militärberatern.
Mit dem Sieg der Putschisten begann die Franco-Diktatur, Spanien trat dem Antikomintern-Pakt bei und gliederte sich so in die Reihe der faschistischen Staaten ein. Das Deutsche Reich und Italien konnten, in Hinblick auf spätere Kriege, unter anderem erstmals neue Waffensysteme und Einsatztechniken erproben, um die Kampferfahrung ihrer Truppen zu steigern.
Das Ziel der Sowjetunion, in verschiedenen europäischen Staaten durch sogenannte Volksfront-Regierungen Einfluss zu schaffen, misslang und führte zu einem Prestige-Verlust der Sowjetunion.

### Chinesischer Bürgerkrieg nach dem Zweiten Weltkrieg (1945–1949)
Die Endphase des chinesischen Bürgerkrieges wird als Stellvertreterkrieg angesehen.
Bereits seit 1927 kämpften in China Nationalisten unter Chiang Kai-shek und Kommunisten unter Mao Zedong gegeneinander. Im Zweiten Weltkrieg schlossen beide Seiten ein Zweckbündnis gegen die Japaner, doch nach Weltkriegsende brach der Bürgerkrieg wieder aus. Die USA unterstützten dabei die Nationalisten, die UdSSR die Kommunisten.
Der Krieg endete 1949 mit der Niederlage und Flucht Chiang Kai-sheks nach Taiwan. Währenddessen rief Mao Zedong die sozialistische Volksrepublik China aus. Die Kuomintang konnte jedoch die Republik China auf Taiwan stabilisieren. Taiwan wird von der Volksrepublik China beansprucht, was als Taiwan-Konflikt andauert.
Die Volksrepublik China war bis zum chinesisch-sowjetischen Zerwürfnis ein Verbündeter der Sowjetunion. Die Republik Taiwan ist ein fester Verbündeter des Westens, was zu teilweise erheblichen Konflikten führt, da China die Insel nicht als unabhängigen Staat akzeptiert, sondern als Teil des eigenen Landes betrachtet.

### Koreakrieg (1950–1953)
Vor dem Krieg war Korea entlang des 38. Breitengrades in eine nördliche sowjetische Besatzungszone und in eine südliche US-amerikanische Besatzungszone geteilt. Da jedoch die Beschlüsse aus der Konferenz von Jalta, welche ein freies und vereinigtes Korea vorsah, nicht umgesetzt wurden, wurde der 38. Breitengrad zur Demarkationslinie. In Folge entstanden die Republik Korea und die Demokratische Volksrepublik Korea. Im Juni 1950 kam es nach mehreren Grenzverletzungen zum Krieg.
Die UdSSR lieferte der Demokratischen Volksrepublik Korea (Nordkorea) Waffen, bildete Truppen aus, entsandte Berater und stellte russische Piloten, trat jedoch offiziell nicht in den Krieg ein. Die Volksrepublik China nahm offiziell ebenfalls nicht teil, sondern deklarierte die chinesischen Truppen als „Freiwilligenarmeen“. Auf der Gegenseite kämpften Verbände der US-Truppen, allerdings unter dem Kommando der Vereinten Nationen.
Der Ausgang des Krieges führte zur Festigung der Teilung Koreas und der Wahrung der Interessensphären der beiden Supermächte. Zwischen Nord- und Südkorea gibt es bis heute keinen Friedensvertrag, sondern nur ein Waffenstillstandsabkommen bzw. eine Absichtserklärung zur Aufnahme von Verhandlungen aus dem Jahr 2007.

### Vietnamkrieg (1964–1975)
Die Sowjetunion und China unterstützten Nordvietnam mit Waffen und Ausrüstung. Die USA nahmen von 1965 bis 1973 selbst an den Kampfhandlungen an der Seite der ARVN (Südvietnam) teil.
Durch den Sieg der Kommunisten wurde Vietnam in einem sozialistischen Staat vereinigt. Im benachbarten Kambodscha gewannen nach einer Phase der Destabilisierung durch einen von den USA tolerierten Militärputsch des Generals Lon Nol schließlich die kommunistischen Roten Khmer. Somit war trotz intensiver Intervention der USA das alte Indochina unter kommunistischer Herrschaft.

### Jom-Kippur-Krieg (1973)
Die Sowjetunion führte ab Frühjahr 1971 von Ägypten aus Aufklärungsflüge über Israel durch, wobei die Israelis vergeblich versuchten, diese Flugzeuge abzufangen. Von der Sowjetunion aufgerüstete Armeen der Staaten Ägypten und Syrien griffen Israel an. Während des Kriegs kam es zu einem Luftkampf zwischen israelischen F-4 Phantom II bzw. Mirage und von sowjetischen Piloten geflogenen MiG-21 der ägyptischen Luftwaffe. Insgesamt waren 150 sowjetische Piloten in Ägypten stationiert. Israel erhielt Waffenlieferungen und politische Unterstützung aus den USA. Offiziell traten beide Supermächte nicht in den Krieg ein.
Israel konnte seine Stellung als Regionalmacht behaupten und seiner drohenden Vernichtung entgehen. Die USA konnten für die Schlagkraft ihres Verbündeten werben und so ihre Interessen in Nahost wahren. Dem Krieg folgte kein dauerhafter Frieden – der  Nahost-Konflikt besteht bis heute.

### Bürgerkrieg in Angola (1975–2002)
Nach der Unabhängigkeit Angolas von Portugal im Jahr 1975 bekämpften sich die von den USA und Südafrika unterstützte UNITA und die von der UdSSR und Kuba unterstützte MPLA. In diesen Krieg traten die beiden Supermächte offiziell nicht ein. Massiv beteiligten sich Kuba und Südafrika, die beide Panzer, Kriegsgerät und eigene Soldaten in diesen Krieg entsandten.
Ende der 1980er Jahre eskalierte dieser Konflikt noch einmal, schließlich gewann die MPLA die Oberhand, wandelte sich dann von einer kommunistischen in eine sozialdemokratische Partei. Die Sowjetunion unter Michail Gorbatschow hatte bereits länger ihr Engagement stark reduziert, in der letzten Kriegsphase griff Kuba dafür noch einmal verstärkt ein. Der Konflikt schwelte noch bis in die 2000er Jahre mit geringer Intensität, wobei es beiden Kriegsparteien eher um die wirtschaftlichen Ressourcen des Landes ging, vor allem Erdöl und Diamanten. 2002 wurde Jonas Savimbi, der langjährige Anführer der UNITA, im Kampf getötet, woraufhin der Krieg endete.

### Ogadenkrieg in Äthiopien (1977–1978)
Das von den USA unterstützte Somalia fiel 1977 in Äthiopien ein und besetzte weite Teile der Ogadenwüste. Nach gescheiterten diplomatischen Bemühungen der UdSSR um einen Waffenstillstand entschloss man sich zu Waffenlieferungen an die kommunistische Regierung Äthiopiens.
Mit Unterstützung der Sowjetunion und Kubas wurde die Invasion abgewehrt und der Status quo gewahrt.

### Afghanistankrieg (1979–1989)
Im Dezember 1979 erfolgte der Einmarsch sowjetischer Truppen in Afghanistan, um die dortige in Bedrängnis geratene kommunistische Regierung zu stützen. Der afghanische Widerstand (Mudschahedin), die gegen die sowjetischen Besatzungstruppen kämpften, wurden im Rahmen der Operation Cyclone hauptsächlich von den USA, Pakistan, Saudi-Arabien und China unterstützt, die offiziell aber nicht in den Krieg eingriffen. Die Sowjetunion musste sich nach einem langen, verlustreichen und teuren Guerillakrieg schließlich zurückziehen.

### Syrischer Bürgerkrieg (seit 2011)
Ursprünglich im Zuge des Arabischen Frühlings als Protest gegen die Machthaber begonnen, ist der syrische Bürgerkrieg durch das Agieren verschiedener Gruppen und ausländischer Mächte geprägt. Die Regierung unter Baschar al-Assad wird von Russland und dem Iran unterstützt, während die USA, die Türkei und Saudi-Arabien verschiedene Rebellengruppen unterstützen.
Im Bürgerkrieg verlaufen mehrere Konfliktlinien. Einerseits stehen sich die Vereinigten Staaten (verbündet mit Europa) und Russland (mit Iran und China verbündet) gegenüber. Beide Seiten trennen unterschiedliche Vorstellungen über die internationale Ordnung, insbesondere was den Umsturz autoritärer Regime anbelangt. Andererseits wetteifern Iran und Saudi-Arabien um regionale Vorherrschaft. Beide Staaten hegen seit langem feindselige Beziehungen.

### Bürgerkrieg in Jemen (seit 2004 bzw. 2015)
Im Huthi-Konflikt kämpfen schiitische Huthi-Rebellen gegen die Regierung des größtenteils sunnitischen Jemen, die seit 2015 vor allem vom ebenfalls sunnitischen Saudi-Arabien militärisch unterstützt wird. Die Huthi-Rebellen werden mutmaßlich vom saudischen Erzfeind, dem schiitischen Iran, unterstützt, womit der Huthi-Konflikt und die anschließende Militärintervention wie schon der syrische Bürgerkrieg (siehe oben) Stellvertreterkriege zwischen Saudi-Arabien und Iran sind.

### Einstufung des Russisch-Ukrainischen Kriegs
Es ist umstritten, ob der Russische Überfall auf die Ukraine als Stellvertreterkrieg zwischen Russland auf der einen Seite sowie den USA auf der anderen Seite bezeichnet werden kann.
Da die Vereinigten Staaten und deren westliche Verbündete die Ukraine logistisch, militärisch und finanziell massiv unterstützen, sei die Ukraine der Stellvertreter „des Westens“ in diesem Krieg, und es handele sich um einen Stellvertreterkrieg  – dies ist insbesondere eine russische Position: Einen Monat nach dem Einmarsch Russlands in die Ukraine behauptete der russische Außenminister Sergei Lawrow am 26. April 2022: „Wenn die Nato über einen Stellvertreter de facto in einen Krieg mit Russland tritt und diesen Stellvertreter bewaffnet, dann tut man im Krieg, was man im Krieg tun muss.“
Andererseits sei die Ukraine direkt angegriffen worden, womit vielmehr ein Angriffskrieg der Großmacht Russland vorliege, was wiederum völkerrechtlich verboten ist. Russland selbst versuche nun, über das politische Schlagwort „Stellvertreterkrieg“ die Kriegsschuld von sich zu weisen, da in einem klassischen Stellvertreterkrieg die Kriegsschuld bei den Hintermännern des Stellvertreters zu suchen sei.
Allerdings behauptete nach einer Meldung des ZDF auch der ukrainische Botschafter in Deutschland, Oleksij Makejew, am 15. Januar 2023 im Zusammenhang mit der Forderung nach westlichen Panzerlieferungen, dass die Ukraine diesen Krieg stellvertretend für alle ihre Verbündeten führe. „Es gibt dafür einen Begriff im Deutschen: Stellvertreterkrieg“, sagte er, „[…] Russland führt einen Krieg nicht nur gegen die Ukraine, sondern gegen Europa und die ganze zivilisierte, demokratische Welt.“ Der Historiker Christian Th. Müller erklärt dazu, dass „die ukrainische Seite ein verständliches Interesse daran [hat], dass der Krieg im Westen als Stellvertreterkrieg gesehen wird. Davon hängen nicht zuletzt Art und Umfang der weiteren westlichen Unterstützung ab“.
Verschiedene Politikwissenschaftler und Historiker haben Stellung zu dieser Frage bezogen:

#### These: Der Krieg in der Ukraine ist kein Stellvertreterkrieg
- Für die Politologen Nicole Deitelhoff und Thomas Jäger ist der Krieg in der Ukraine kein Stellvertreterkrieg. Russland sei Deitelhoff zufolge nicht in einen schon bestehenden Konflikt eingestiegen, sondern hat den Krieg durch seinen Angriff auf die Ukraine begonnen, „um spezifische, russische Ziele durchzusetzen“: Russland führe diesen Krieg fort und nutze das Stellvertreterkrieg-Argument als Vorwand, um Unterstützer der Ukraine zur Einstellung der Hilfen zu bewegen; weitere Überfälle Russlands auf Nachbarn würden dadurch begünstigt. Nach Jägers Definition sei „ein Stellvertreterkrieg […] ein Krieg, den zwei große Staaten nicht direkt miteinander führen wollen und deshalb zwei kleine Staaten dazu bringen, Krieg gegeneinander zu führen“ – der ungleiche Krieg Russlands gegen die Ukraine könne also per Definition nicht als Stellvertreterkrieg gelten.[2] Die Osteuropa-Historikerin Anna Veronika Wendland denkt ebenfalls, dass „Stellvertreterkrieg“ den Konflikt in der Ukraine nicht richtig beschreibe, die Bezeichnung „völkisch begründete[r] Landnahmekrieg“ sei zutreffender aufgrund der russischen Behauptung einer „russischen Welt, die […] alle Russen in und außerhalb Russlands umfasse“. Wendland zieht den Rahmen bis in die Zeit vor der Krim-Besetzung 2014. Die These vom „Stellvertreterkrieg“ sei ein Element der russischen Sichtweise und Propaganda, die sich aber nicht durch „zeithistorische Evidenz“ erhärten ließe. Die USA hätten „in der Anbahnungsphase des Krieges vor 2014“ wegen ihrer strategischen Interessen im asiatisch-pazifischen Raum und gegenüber China kein Interesse „an der Bindung eigener Ressourcen im östlichen Europa“ gehabt. Außerdem hätte sich die Ukraine nach der Ablehnung ihres Antrags auf eine NATO-Mitgliedschaft nicht freiwillig „als Vorfeldzone[17] zur Verfügung stellen“ können. Wendland räumt ein, dass der Westen sich ambivalent verhalten habe, da es auf der anderen Seite Waffen- und Wirtschaftshilfe und das Assoziierungsabkommen mit der EU von 2014/2016 gegeben habe. Dies habe dazu beigetragen, „das Ostexpansions-Narrativ der Russen zu befeuern und sie gleichzeitig zu ermutigen, in der Ukraine zu intervenieren“.[4]

#### These: Der Krieg in der Ukraine ist ein Stellvertreterkrieg
- Für den Politologen Johannes Varwick trägt der Ukraine-Krieg „Züge eines Stellvertreterkrieges“. Er vertritt eine sehr offene Definition des Begriffes Stellvertreterkrieg: Es handele sich dabei um einen Krieg, „bei dem mindestens eine der Parteien eng verbunden ist mit einer Gruppierung außerhalb des Staates, in deren Interesse letztlich der Krieg geführt wird“. Diese Gruppierung müsse dabei nicht zwangsläufig eine Großmacht sein, auch müssten nicht zwei Supermächte einander indirekt gegenüberstehen. In Bezug auf den Krieg in der Ukraine präzisiert er, dass der Westen eine Mitverantwortung für das Andauern des Krieges trage, denn „ohne westliche Intervention wäre der Krieg schon zu Ende; insofern wird die Dauer, Intensität etc. aufseiten der Ukraine gänzlich durch den Westen bestimmt.“ Die von westlichen Politikern verwendete Formulierung, die Ukraine kämpfe auch „für unsere Freiheit“ ist für Varwick ein Indiz, das für einen Stellvertreterkrieg spreche.[2] Für Michael Wyss, zu dessen Forschungsschwerpunkten auch Stellvertreterkriege gehören[18], reicht de facto schon die Bereitstellung verschiedener Mittel durch einen externen Sponsor aus, um sich in einem Stellvertreterkrieg zu befinden. Dazu gehörten „die Bereitstellung von Ausbildung, Waffen und Geldern sowie Ersatzkräften“ oder auch „direktere Unterstützung […], wie z. B. den Austausch von Informationen und die Einsatzplanung, oder die Möglichkeit, Luftangriffe und indirekte Feuer anzufordern“.[19]

#### These: Stellvertreterkriege als selbsterfüllende Prophezeiung
- Für den Historiker Christian Th. Müller ist es eine Frage der Sichtweise, ob es sich beim Ukrainekrieg um einen Stellvertreterkrieg handele. Die Frage sei, ob die relevanten Akteure ihn als solchen sähen. Es handle sich bei Stellvertreterkriegen um eine „self-fulfilling prophecy“ (deutsch: selbsterfüllende Prophezeiung). „Man kann beim Krieg in der Ukraine insofern von einem Stellvertreterkrieg sprechen, als dass er inzwischen von Vertretern beider Seiten als solcher betrachtet wird.“[20]